# Football Association of Ireland
Football Association of Ireland (FAI; iriska: Cumann Peile na hÉireann är fotbollsförbundet i Republiken Irland.